# МіГ-1
МіГ-1 (рос. МиГ-1) — радянський висотний одномісний одномоторний винищувач часів Другої світової війни.

## Проєктування літака
МіГ-1(І-200) був розроблений у відповідь на вимоги висотного винищувача з рядним двигуном, виданого ВПС в січні 1939 року. Спочатку літак, позначений I-200, був розроблений Полікарповим. Робота почалася в червні 1939 року під керівництвом Миколи Полікарпова. МіГ-1 був низькоплан з хвостом зволікань шасі змішаної конструкції. У зв'язку з дефіцитом легких сплавів задня частина фюзеляжу була зроблена з дерева, але передня частина фюзеляжу, від гвинта до задньої частини кабіни була зварна із сталевих труб ферми, покрита дюралюмінієм. Основна частина крила була дерев'яною, але центральна частина була суцільнометалева зі сталевого двотавру. Крило використали Clark YH профілю. Це були рівномірно конічні із закругленими кінчиками і консоль крила була 5° двогранною. Кабіна була розташована на кормі, яка серйозно обмежувала переднього оглядача при посадці і рулюванні. AM-37 двигун ще не був доступний і менш потужний V-12 Мікуліна АМ-35 повинен бути замінений. Також було шість вихлопних ежектори, по одному для кожної пари циліндрів, які забезпечували додаткову тягу. Радіатор був під кабіною. Озброєння включало два 7,62 мм (0,300 дюйма) кулемети ШКАС і один 12,7 мм (0,50 дюйма) кулемет БС.
До 8 грудня ескізний проєкт винищувача І-200 був готовий. 25 грудня 1939 був розглянутий і затверджений макет літака і наступного дня приступили до розробки та виготовлення робочих креслень. Для прискорення процесу підготовки виробництва до роботи конструкторів підключили технологів, виробничників і всіх інших працівників, пов'язаних із запуском креслень в серію. Люди працювали з щоденною віддачею 1,5-2 змін від кожного, навіть у вихідні дні. Отримані результати дали підстави переконатися у правильності попереднього аеродинамічного розрахунку і розрахунку стійкості. У затвердженому 2 січня 1940 укладенні ЦАГІ за ескізним проєктом літака І-200 зазначалося, що «проєкт літака І-200 АМ-37 з точки зору аеродинаміки є, безумовно, повноцінним».

## Прототипи МіГ-1

### МіГ-1(І-200) №1
Перший політ МіГ-1 здійснив 5 квітня 1940 на Ходинському аеродромі в Москві з головним льотчиком-випробувачем Аркадій Екатовим за штурвалом. 24 травня перший прототип розвинув швидкість 648,5 з км/год (402.9 миль/год) на 6900 м (22638 футів).

### МіГ-1(І-200) №2
Будування другого прототипу закінчили 25 квітня і передали на випробування. Другий прототип піднявся в повітря 9 травня. Полігоні випробування показали: 5 серпня 651 км/год (405 миль/год) був досягнутий в 7000 м (23000 футів), використовуючи максимальний підйом. Час набору висоти показники склали 5,1 хвилини до 5000 м (16000 футів) і 7,2 хвилини до 7000 м (23000 футів) і швидкості на більш низьких висотах була 579 км / год (360 миль / год) на 2200 м (7200 футів) та 605 км / год (376 миль / год) на 3630 м (11910 футів).

### МіГ-1(І-200) №3
МіГ-3(І-200) № 3 відрізнявся від своїх попередників — він мав металеві консолі, а замість факелотримачів НГ-12 встановили фару ФС-155. 6 червня М. І. Марцелюк здійснив на ньому перший виліт. Не чекаючи закінчення заводських випробувань, рішенням Комітету Оборони № 224 від 25 травня та наказом НКАП № 245 від 31 травня 1940 винищувач І-200 був офіційно запущений в серійне виробництво на заводі № 1 ім. Авіахіму.

## Недоліки
- Ліхтар, що відкривається на дослідних зразках вбік і прийнятий макетною комісією, в експлуатації виявився незручним.
- Кватирки не забезпечували достатньої вентиляції кабіни, а відкрити ліхтар у польоті було неможливо.
- Сферична форма вносила великі спотворення, ускладнюючи тим самим керування літаком, тому збільшили плоскі грані козирка.
- Щоб зменшити температуру всередині кабіни, передбачили додаткову вентиляцію.
- Для зручності обслуговування приладову дошку зробили з відкидним щитком.
- Також довелося розширити колодязі для прибирання коліс, щоб пневматики не терли їх стінки.

## Загальні відомості
3 грудня 1940 ВПС наказав, щоб 41-го винищувального авіаційного полку, створений на базі Кримської місті Кача, було проведення експлуатаційних випробувань для МіГ-1(I-200). До 22 лютого 1941 89 були видані 89-й винищувальному авіаційний полку у Каунасі(Литва) і 41-у винищувальному авіаційному полку в Білостоці(Польща), обидва місця під радянською окупацією з 1939-40 рр.. 11 залишилося на заводі № 1:
Мало що відомо про продуктивність МіГ-1 в бою, як більшість, ймовірно, були знищені в перші дні операції Барбаросса. Тим не менш, один був ще в інвентарі ВПС, як наприкінці 1944 року, коли він був записаний як знятий в цьому році.

## Технічні характеристики (Мікоян-Гуревич МіГ-1)

### Загальні особливості
- Екіпаж: Один
- Довжина: 8,16 м
- Розмах крил : 10,20 м
- Висота: 2,62 м
- Площа крила: 17,5 м ²
- Профіль крила: Кларк YH
- Вага порожнього: 2602 кг
- Злітна вага: 3099 кг
- Максимальна злітна маса: 3319 кг
- Силова установка : 1 × Мікуліна АМ-35 рідинного охолодження V-12, 1007 кВт (1350 к.с.)

### Продуктивність
- Максимальна швидкість: 657 км / год
- Діапазон : 580 км
- Практична стеля : 12 000 м
- Швидкопідйомність : 16,8 м / с
- Навантаження на крило : 177 кг / м ²
- Потужність/маса : 0,32 кВт / кг

### Озброєння
- Кулеметне озброєння: 1 × 12,7 мм кулемет BS

2 × 7,62 мм ШКАС знаряддя машини
- Бомбове навантаження: до 200 кг

## Використання
СРСР
- ВПС СРСР;
- Авіація ВМФ СРСР.

## Літаки для порівняння
- Німеччина — Heinkel He 100/Heinkel He 100 — одномоторний, швидкісний літак-винищувач (1938—1940);
- США — Curtiss P-36 Hawk/Curtiss P-36 Hawk — одномісний, одномоторний винищувач (1938—1955);
- СРСР — ЛаГГ-3 — одномісний, одномоторний поршневий винищувач (1941—1944);
- СРСР — англ. Yakovlev Yak-1/Як-1 — одномоторний літак-винищувач (1941—1944).